# Bela Reka (Barajevo)
Pour les articles homonymes, voir Bela Reka.

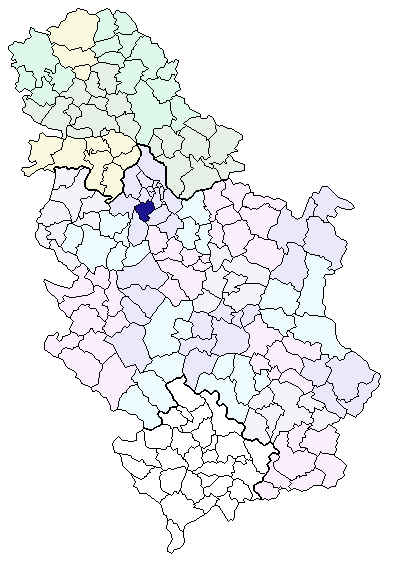
Situation de la municipalité de Barajevo en Serbie

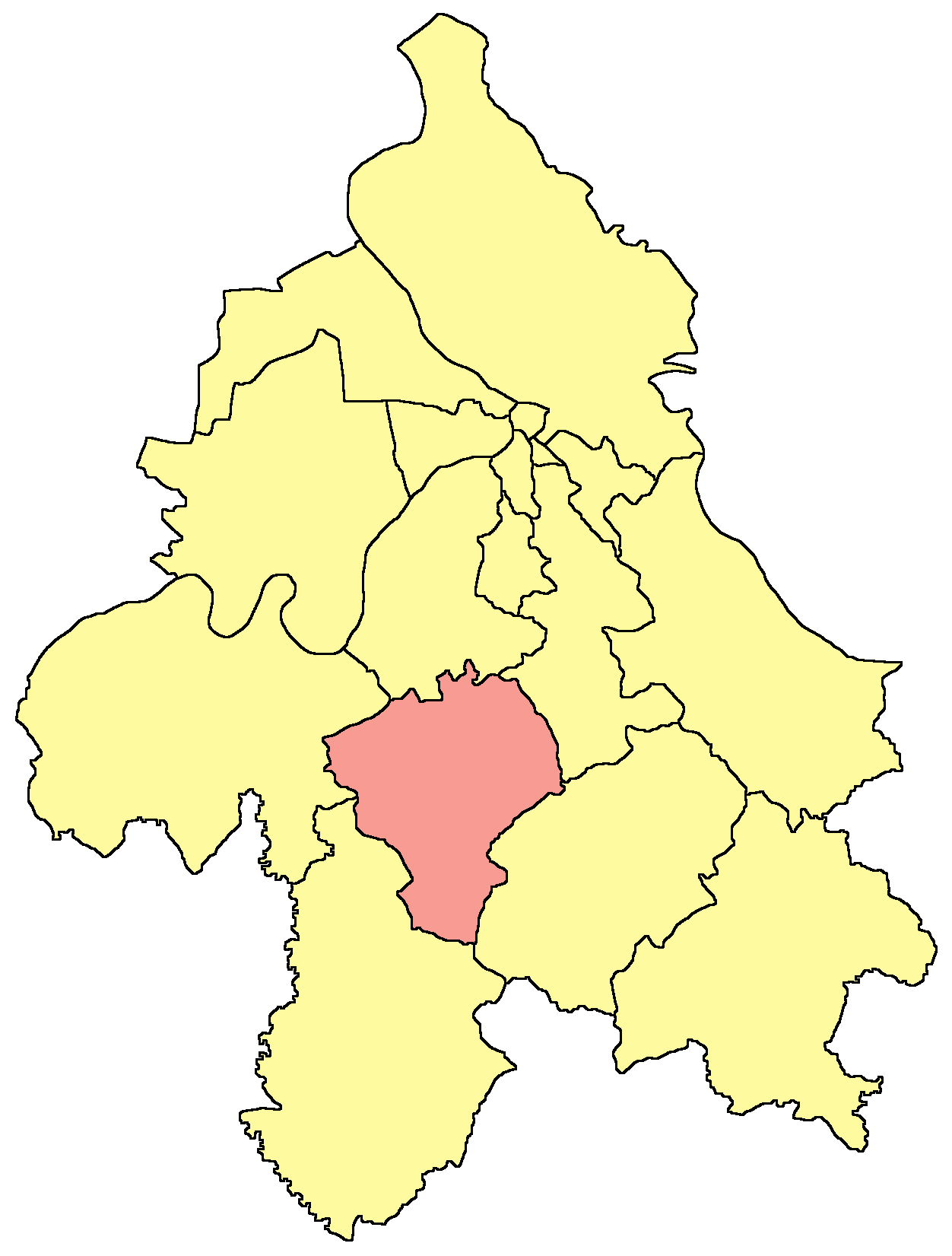
Situation de la municipalité de Barajevo dans le district de Belgrade

Bela Reka, en serbe cyrillique Бела Река, est un village de Serbie situé dans la municipalité de Barajevo, district de Belgrade.

Bela Reka est un faubourg de Belgrade.